# Лиль-сюр-Тарн
Лиль-сюр-Тарн (фр. Lisle-sur-Tarn, окс. L'Illa d'Albigés) — коммуна во Франции, находится в регионе Юг — Пиренеи. Департамент — Тарн. Входит в состав кантона Виньобль и Бастид. Округ коммуны — Альби.
Код INSEE коммуны — 81145.

## География
Коммуна расположена приблизительно в 560 км к югу от Парижа, в 45 км северо-восточнее Тулузы, в 29 км к западу от Альби.
На юге коммуны протекает река Тарн.

## Климат
Климат умеренно-океанический. Зима мягкая и дождливая, лето жаркое с частыми грозами. Ветры довольно редки.

## Население
Население коммуны на 2010 год составляло 4277 человек.
| 1962 | 1968 | 1975 | 1982 | 1990 | 1999 | 2010 |
| ---- | ---- | ---- | ---- | ---- | ---- | ---- |
| 3308 | 3376 | 3385 | 3413 | 3588 | 3684 | 4277 |

## Администрация
| Период | Период | Фамилия      | Партия                  | Примечания                |
| ------ | ------ | ------------ | ----------------------- | ------------------------- |
| 2001   | 2014   | Жан Ткачук   | Социалистическая партия | член регионального совета |
| 2014   | 2020   | Марилин Лерм |                         | член генерального совета  |

## Экономика
В 2007 году среди 2443 человек в трудоспособном возрасте (15—64 лет) 1820 были экономически активными, 623 — неактивными (показатель активности — 74,5 %, в 1999 году было 69,0 %). Из 1820 активных работали 1648 человек (884 мужчины и 764 женщины), безработных было 172 (70 мужчин и 102 женщины). Среди 623 неактивных 160 человек были учениками или студентами, 262 — пенсионерами, 201 были неактивными по другим причинам.

## Достопримечательности
- Церковь Нотр-Дам (XIII век). Исторический памятник с 1993 года.[4]
- Замок Жинест. Исторический памятник с 1992 года.[5]
- Фонтан Гриффуль (XIII век). Исторический памятник с 1914 года.[6]
- Бывший отель Буассе-Глассак (XVII век), с XIX века — мэрия. Исторический памятник с 1988 года.[7]
- Дом на юго-восточном углу Ратушной площади (XVI век). Исторический памятник с 1937 года.[8]

## Фотогалерея
- Церковь Нотр-Дам
- Бывший отель Буассе-Глассак, ныне мэрия
- Дом на юго-восточном углу Ратушной площади
- Бюст художника Ремона Лафажа
- Карта коммуны